# 庫魯爾峰

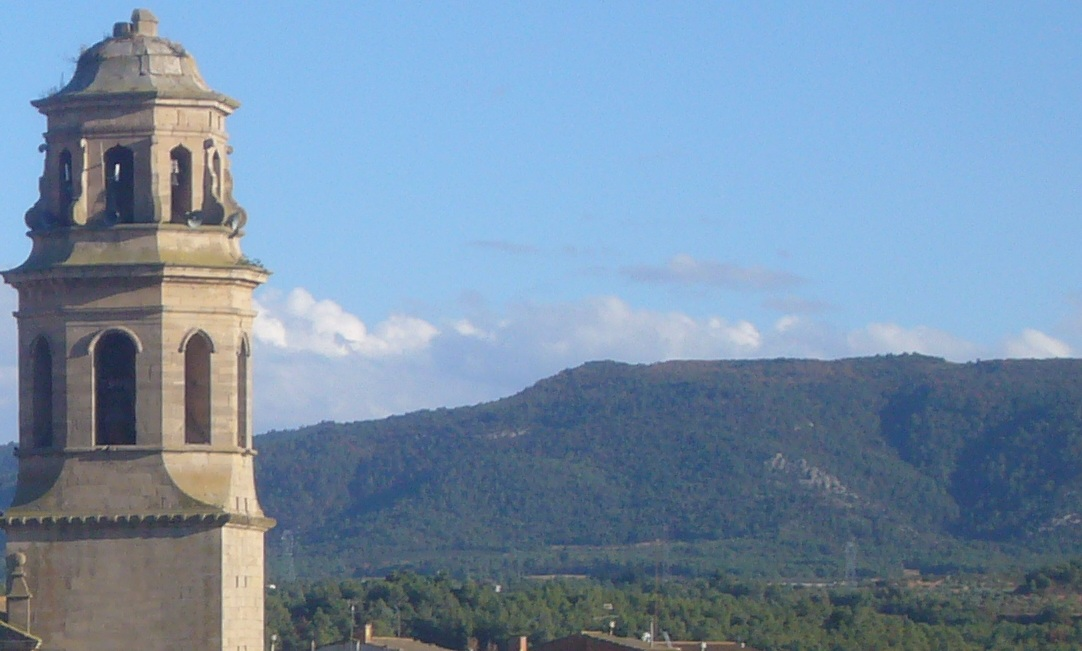

41°21′18″N 0°57′51″E / 41.35500°N 0.96417°E
庫魯爾峰，是西班牙的山峰，位於該國東北部加泰羅尼亞，屬於加泰羅尼亞前海岸山脈中拉列納山脈的一部分，海拔高度1,021米，是該山脈的最高點。